# بلا ستنا (راشکا)
بلا ستنا (به صربی: Bela Stena) یک منطقهٔ مسکونی در صربستان است که در Raška واقع شده‌است. بلا ستنا ۴۹۱ نفر جمعیت دارد.